# 史敦宇
史敦宇（1952年—），甘肃敦煌人，是一位中華人民共和国的画家。

## 生平
1952年出生于敦煌。自幼跟随敦煌学专家的父母史芦湘，欧阳琳先生学习临摹敦煌壁画，并得到常书鸿，段文杰等先辈大师的指点。
史敦宇先生毕业于酒泉师范，西北师大美术系进修2年。参加工作后一直从事美术教育和敦煌学研究，复原敦煌壁画四十余年。复原的敦煌壁画曾在北京，上海，高雄佛光山，兰州等地展出，其部分作品被日本、马来西亚、韩国、台湾等地友人收藏。
1995年与敦煌研究院院长樊锦诗共同完成甘肃省宣传部“普及敦煌艺术教育”研究项目。编撰出版职业高中美术类教科书一册。2005年应星云法师邀请赴台湾讲学和举办敦煌壁画展览获得很大成功。2008年，2009年应邀参加北京舞蹈学院和杭州师范大学分别举办的“古典乐舞”等国际学术研讨会，其敦煌舞乐壁画受到与会国际学者好评。2010年应邀在北京国家大剧院举办“敦煌舞乐壁画展”，其中56幅作品被国家大剧院永久收藏。在中国大陆、台湾等地专业刊物上发表论文20余篇，发表绘画作品60多幅。与史芦湘，欧阳琳合著出版《敦煌图案》，《敦煌壁画线描集》；近期出版《敦煌舞乐线描集》，《敦煌壁画复原精品集》，《敦煌舞乐》，《敦煌壁画复原图》，《乐舞敦煌》等，其中《乐舞敦煌》获得2014年“中国最美的书”奖。

## 履历
- 1952年  在敦煌莫高窟出生。
- 1975年  毕业于甘肃酒泉师范学校美术专业，在敦煌中学任教。
- 1995年  出版<敦煌壁画线描集>。
- 1995年  出版<敦煌图案集>。
- 1997年  兰州大学外聘史敦宇为副研究员。
- 1998年 敦煌研究院樊锦诗院長合作共同完成 “敦煌艺术普及教育”省级研究课题。發表了『敦煌图案集』。
- 2005年 受台湾佛光山主持星雲法師的邀請特意赴台湾進行敦煌壁画展講演。
- 2007年 出版<敦煌舞乐线描集>。
- 2010年 北京国家大剧院举办“敦煌舞乐壁画展”
- 2010年 出版 <敦煌壁画复原精品集>。
- 2010年 出版 <敦煌壁画复原精选>。
- 2010年 出版 <敦煌乐舞>。
- 2013年 出版 <敦煌壁画复原图>。
- 2014年 出版 <乐舞敦煌>。
- 2014年 出版 <敦煌舞乐>。
- 2016年 出版 <敦煌飞天>。

## 出版著作
- 《敦煌图案集》（上海出版社、1995年）
- 《敦煌壁画线描集》（上海出版社、1995年）
- 《敦煌舞乐线描集》（甘肃人民美术出版社、2007年）
- 《敦煌壁画复原精品集》（甘肃人民美术出版社、2010年）
- 《敦煌壁画复原精选》（甘肃文化出版社、2010年）
- 《敦煌乐舞》（甘肃文化出版社、2010年）
- 《敦煌壁画复原图》（江苏美术出版社、2013年）
- 《乐舞敦煌》（江苏美术出版社、2014年）
- 《敦煌舞乐》(甘肃美术出版社、2014年)
- 《敦煌飞天》(甘肃人民美术出版社、2016年)